# Kokořín
Kokořín è un comune della Repubblica Ceca facente parte del distretto di Mělník, in Boemia Centrale.

## Monumenti e luoghi d'interesse

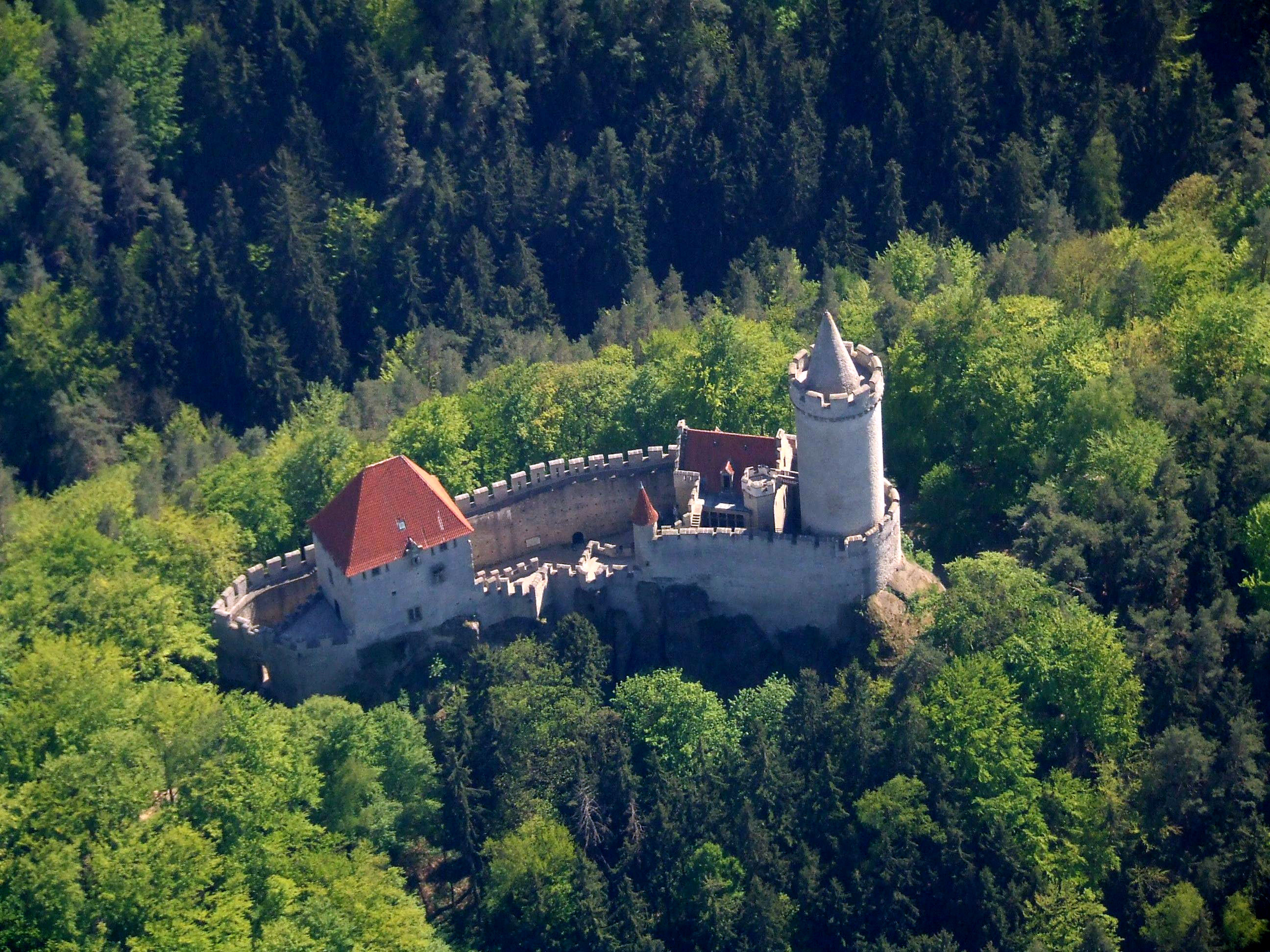
Il castello

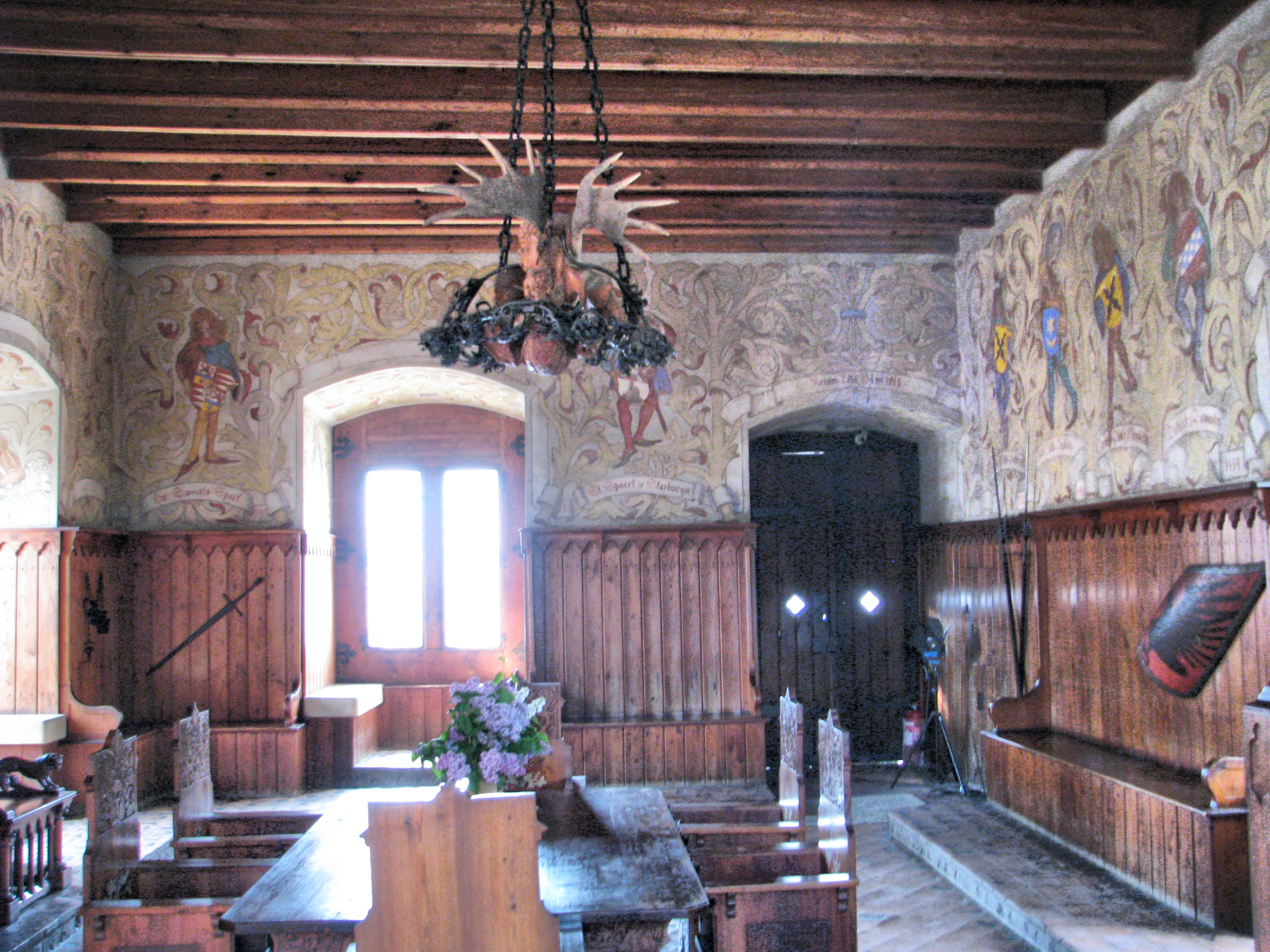
Una sala dell'interno

- Castello di Kokořín. Si tratta di una rocca costruita nella prima metà del XIV secolo.[3] Nel XVI secolo venne abbandonato e subì danni durante le guerre hussite. Tra il XIX e il XX secolo venne riedificato in stile neogotico secondo la sensibilità romantica del tempo. Gli interni storici del palazzo vecchio racchiudono anche una collezione di armi.[4] Dopo la nazionalizzazione, il castello è ritornato in proprietà degli eredi della stirpe degli Špaček.